# Michele Gobbi
Michele Gobbi (Vicenza, 10 agosto 1977) è un ex ciclista su strada italiano, professionista dal 2000 al 2008.

## Carriera
Da dilettante vince alcune corse del calendario italiano e soprattutto il titolo europeo in linea Under-23 nel 1999 a Lisbona, precedendo i connazionali Luca Paolini e Fabio Bulgarelli.
Nel 2000 passa professionista con la Mobilvetta-Rossin. La prima vittoria arriva in una tappa del Giro del Trentino 2003 con la De Nardi-Colpack; nella medesima stagione vince anche il Gran Premio Industria Commercio Artigianato Carnaghese e il Trofeo Città di Castelfidardo. Nel 2004 si impone nel Giro del Friuli.
Nel 2005 passa alla Domina Vacanze; in stagione durante la Freccia Vallone in Belgio, una caduta gli provoca la rottura del femore che lo costringe a uno stop dalle corse. Nel 2006 passa al Team Milram. Il 7 ottobre 2006 durante il Gran Premio Bruno Beghelli è vittima di una caduta che gli causa la rottura del casco e un ematoma cerebrale, da cui riesce a riprendersi. Conclude la carriera professionistica a fine 2008.

## Palmarès
- 1998 (dilettanti)

Trofeo MP Filtri
Memorial Guido Zamperioli
Coppa Collecchio
- 1999 (dilettanti)

Trofeo MP Filtri
Campionati europei, Prova in linea Under-23
- 2003 (De Nardi, tre vittorie)

4ª tappa Giro del Trentino (Caldonazzo > Arco)
Gran Premio Industria Commercio Artigianato Carnaghese
Trofeo Città di Castelfidardo
- 2004 (De Nardi, una vittoria)

Giro del Friuli

## Piazzamenti

### Grandi Giri
- Giro d'Italia

2001: 128º
2003: 73º
2004: 92º

### Classiche monumento
- Milano-Sanremo

2003: 134º
2004: 22º
2005: 151º
- Giro di Lombardia

2003: 74º

### Competizioni europee
- Campionati europei

Lisbona 1999 - In linea Under-23: vincitore